# 洗門風
洗門風，古中國的道德制裁手段，用作懲罰破壞婚姻或名譽的人，流行於中國南方。隨著閩南人移民台灣，亦帶入該習俗。
經過一番理論，一方自認理屈後，公開到對方家裡清洗門楣（門風），稱為洗門風，象徵還給對方一家清白。爾後則改成各種公開賠罪的儀式，如當眾致贈黃金、辦流水席、請全村的人飲茶、飲酒、抽菸、喫檳榔，以當事人名義到宮廟中辦法會作醮、打齋、作功德、演戲酬神，甚至在公共場合下跪等，來取得對方的原諒。
洗門風通常牽涉事情與婦女貞操相關，據說最早是夫家方在發現新娶之婦非處女後要求女方娘家所作的賠償方式，後來衍伸至對於通姦者、誹謗者甚至過失傷害等的懲罰；該懲罰與今恢復名譽的登報道歉類似。

## 外部連結
- 洗門風 - 教育百科
- 洗門風 - Wiktionary

## 引用資料
1. ↑  . 人間福報.   [2017-10-13]. （原始内容存档于2018-12-07）.
2. 1 2  . 蘋果日報.   [2017-10-13]. （原始内容存档于2017-10-13） （中文（臺灣））.
3. ↑  . 蘋果日報. 2017-02-01  [2017-10-13]. （原始内容存档于2017-10-13） （中文（臺灣））.
4. ↑  . 自由時報電子報.   [2017-10-13]. （原始内容存档于2018-12-21）.
5. ↑  , 華視新聞, 2015-04-13  [2017-10-13]